# Prtovč
Prtovč este o localitate din comuna Železniki, Slovenia, cu o populație de 21 de locuitori.